# Омская область

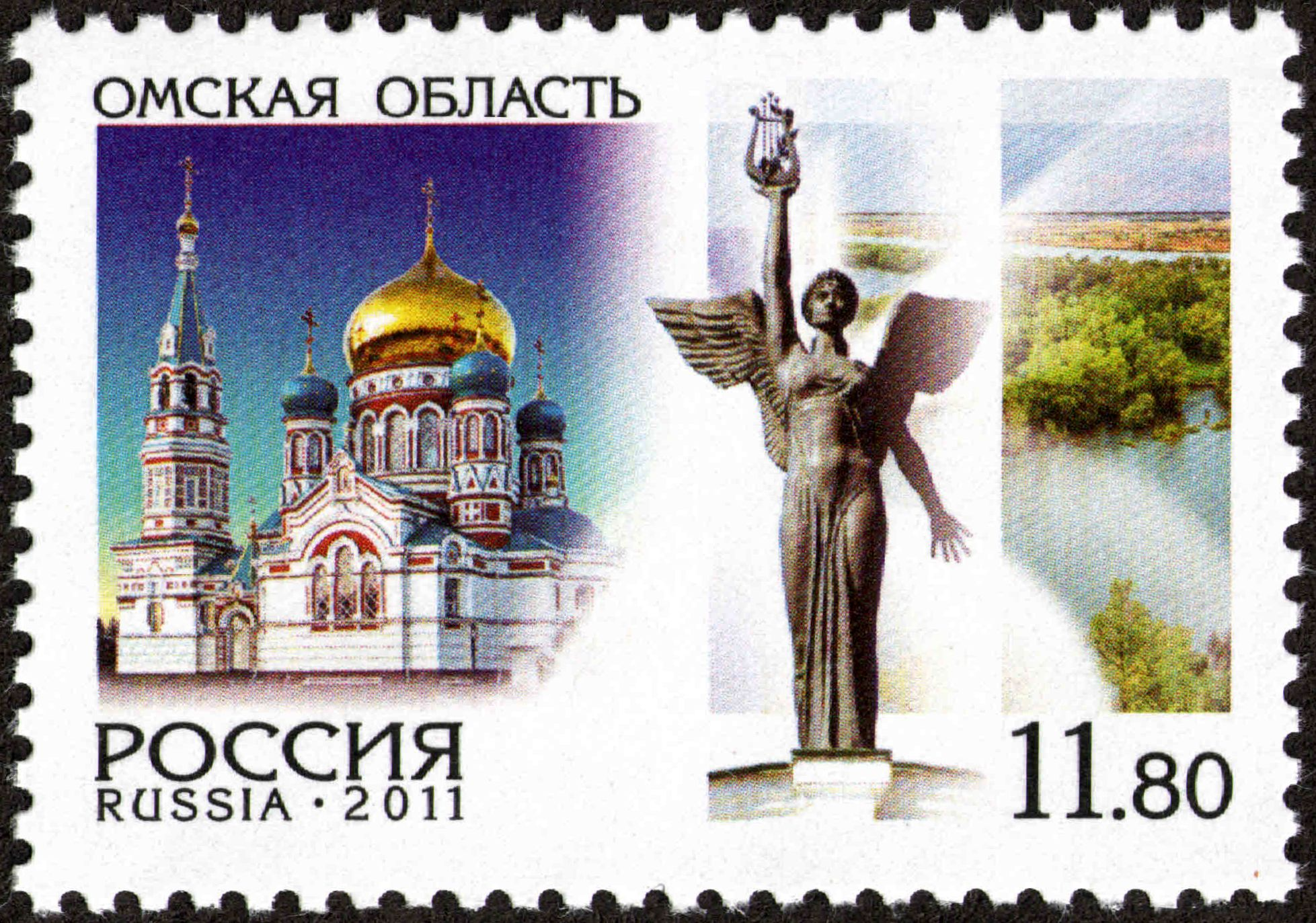
Свято-Успенский кафедральный собор в Омске; скульптура «Крылатый Гений» работы В. Ф. Винклера, установленная на фронтоне Омского академического театра драмы; река Иртыш. (Омская область, почтовая марка 2011 г.)

О́мская о́бласть — субъект Российской Федерации на юго-западе Сибири, входит в состав Сибирского федерального округа и Западно-Сибирского экономического района. Граничит с Казахстаном на юге, с Тюменской областью на западе и севере, Новосибирской на востоке и Томской областью на северо-востоке.
Территория — 141 140 км², что составляет 0,82 % площади России. По этому показателю область занимает 28-е место в стране.
По данным, составленным в 2022 году РИА «Новости», Омская область оказалась в конце рейтинга регионов по качеству жизни, заняв 66-е место из 85. Тем самым регион оказался в двадцатке наименее привлекательных регионов для жизни и развития.
Административный центр — город Омск.

## История
Заселение Омской области началось в верхнем палеолите, о чём свидетельствует находка около села Усть-Ишим усть-ишимского человека возрастом около 45 тыс. лет назад.
Современная Омская область была образована постановлением ВЦИК от 7 декабря 1934 года.

## Физико-географическая характеристика

### Географическое положение
Граничит с Казахстаном на юге, с Тюменской областью на западе и севере, Новосибирской и Томской областями на востоке. Входит в состав Сибирского федерального округа.
Территория области простирается на 600 км с юга на север и на 300 км с запада на восток. Главная водная артерия — Иртыш и его притоки Ишим, Омь, Оша, Тара. Область расположена на Западно-Сибирской равнине, диктующей плоский рельеф. На юге — степи, постепенно переходящие в лесостепи, лес и болотистую тайгу на севере. Почва песчаная, илистая. Вдоль Иртыша, в т. н. Прииртышье, наблюдается «оазисный» микроклимат, с более лесистым и овражным ландшафтом. Здесь же самые плодородные земли региона. Также в Омской области много озёр: Салтаим, Тенис, Ик, Эбейты, Ульжай, Тобол-Кушлы.
Наивысшая точка в Омской области — 150 м около села Нагорное, наименьшая — это урез воды на Иртыше — 41 м, около посёлка Малая Бича.
В собственности Омской области находится 28 особо охраняемых природных территорий регионального назначения, в том числе природные парки в Большеречье и Омске («Птичья гавань»).
Часовой пояс
Омская область находится в часовой зоне МСК+3. Смещение применяемого времени относительно UTC составляет +6:00.

### Климат

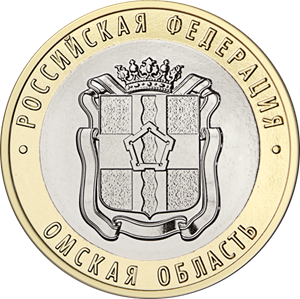
Монета Банка России — Серия: Российская Федерация: Омская область

Климат области континентальный и резко континентальный. Средняя температура января −19… −20 °C, июля +17…+18 °C в северной части, +19 °C на юге. Распределение осадков происходит неравномерно: на севере — 400—500 мм, на крайнем юге области — менее 300 мм.
Климат степей по сравнению с лесостепной зоной отличается большой продолжительностью вегетационного и безморозного периодов, большими среднегодовыми и среднемесячными температурами, большой сухостью. Поэтому земли степей страдают от недостатка влаги: в среднем в год тут выпадает 250—300 мм осадков, в 1,5—2 раза меньше, чем в центральных районах России.
Зима же в степи обычно суровая, морозы до −35… −40 °C, и тонкий неравномерный снежный покров в 25—30 см плохо укрывает почву. Снег сходит за 10—12 дней. Ветры увеличивают испарение, иссушают почву и нередко вздымают пыльные бури. Весной дожди в степи редки. Погода ясная. Часты поздние весенние заморозки. Уже в конце апреля при самых жарких выносах практически везде в Омской области температура способна достичь +30°, а в мае в жаркие вёсны такие случаи становятся повсеместно частыми. Летом в ясные, солнечные дни температура поднимается до +30…+35 °C. В первой половине лета нередким явлением бывают суховеи (сильные знойные ветры, опаляющие растения и вызывающие сильное иссушение почвы).
Большое богатство лесостепной зоны поверхностными водами объясняется более влажным климатом: годовое количество осадков здесь 350—400 мм, из них половина приходится на первые месяцы: снежный покров также обильнее юга — его толщина доходит до 30—40 см.
Тарский север — зона обильного увлажнения, здесь выпадает 400—450 мм осадков в год, то есть вдвое больше, чем на юге области. Лето — умеренно тёплое — в июле +17…+18 °C. Вегетационный период — 150 дней. Особенностью климата является жаркое лето и холодная зима. В Тарском районе зимняя температура везде может опуститься ниже −50°, а местами достигала и −52°-53°, это полюс холода ОО, но в мае и тут уже возможна жара выше +36°. Увлажнение здесь ощутимо выше чувствуется чем в остальных районах области, а среднегодовая температура равна нулю, в отдельные годы и несколько ниже.

### Экология
По состоянию на 1 февраля 2016 года на территории Омской области насчитывается 30 территорий, имеющих статус особо охраняемых природных территорий (ООПТ) регионального и местного значения.
| Статус особо охраняемой природной территории регионального значения в Омской области имеют 20 территорий общей площадью 914 216 га. |
| --- |
| 1. Природный парк «Птичья гавань» — 112,8 га (г. Омск). 2. Государственный природный заказник «Баировский» — 68 548,97 га (Колосовский, Саргатский, Тюкалинский муниципальные районы). 3. Государственный природный заказник «Степной» — 112 574,18 га (Оконешниковский, Черлакский муниципальные районы). 4. Государственный природный заказник «Аллапы» — 118 370 га (Муромцевский муниципальный район). 5. Государственный природный заказник «Заозёрный» — 233 400 га (Большеуковский, Крутинский муниципальные районы). 6. Государственный природный заказник «Килейный» — 129 465 га (Большеуковский муниципальный район). 7. Государственный природный ландшафтный заказник «Пойма Любинская» — 1434,35 га (Любинский муниципальный район). 8. Государственный природный заказник «Озеро Эбейты» — 10 000 га (Москаленский, Полтавский, Исилькульский муниципальные районы). 9. Государственный природный заказник «Амринская балка» — 401,63 га (Москаленский, Полтавский муниципальные районы). 10. Государственный природный заказник «Лузинская дача» — 30 400 га (Любинский муниципальный район). 11. Государственный природный заказник «Лесостепной» — 71 880 га (Калачинский, Оконешниковский муниципальные районы). 12. Государственный природный заказник «Высокий Увал» — 35 655,12 га (Саргатский муниципальный район). 13. Государственный природный заказник «Надеждинский» — 29 343 га (Большереченский муниципальный район). 14. Государственный природный заказник «Приграничный» — 71 095,42 га (Называевский муниципальный район). 15. Государственный природный заказник «Пеликаньи острова» — 204 га (Крутинский муниципальный район). 16. Государственный природный заказник «Озеро Ленево» — 125 га (Муромцевский муниципальный район). 17. Государственный природный заказник «Урочище Екатерининское» — 1177 га (Тарский муниципальный район) 18. Памятник природы «Областной дендрологический сад имени Г. И. Гензе» — 19,16 га (г. Омск). 19. Памятник природы «Дендропарк имени П. С. Комиссарова» — 6,59 га (Омский муниципальный район). 20. Памятник природы «Берег Черского» — 4,1081 га (г. Омск). |

| Статус особо охраняемой природной территории местного значения на территории Омской области имеют 10 территорий общей площадью 3325,89 га. |
| --- |
| 1. «Победовский школьный лесной заказник» — 6 га (Нововаршавский муниципальный район).+ 2. «Новороссийский лесной заказник» — 7 га (Нововаршавский муниципальный район). + 3. Природный рекреационный комплекс «Восточная роща» — 28,63 га (г. Омск). 4. Памятники природы Урочище «Байгунды» — 387,5 га (Русско-Полянский муниципальный район). 5. Памятники природы «Ива белая» — 0,001 га (г. Омск). 6. Памятники природы «Яблоня сибирская» — 0,001 га (г. Омск). 7. Природный комплекс «Верхнеильинский» — 1107,99 га (Черлакский муниципальный район). 8. Природная территория «Дробышево, озеро Акча» — 148,6 га (Нововаршавский муниципальный район).+ 9. Памятники природы «Долина р. Тлеусай» — 1 354,9 га (Русско-Полянский муниципальный район). 10. Природный комплекс «Прибрежный» — 286,26 га (г. Омск). |

На весну 2016 года источники атмосферных выбросов в области распределяются следующим образом: 48,5 % — автотранспорт, 29,2 % — производство и распределение электроэнергии, газа и воды, 12 % — прочие стационарные источники загрязнения, 10,3 % — предприятия по производству кокса и нефтепродуктов.
В 2017 году источники атмосферных выбросов в области распределились следующим образом: 49,75 % — автотранспорт, 27,37 % — обеспечение электрической энергией, газом и паром; кондиционирование воздуха, 11,26 % — предприятия по производству кокса и нефтепродуктов; 11,62 % — прочие стационарные источники загрязнения.
Лесной фонд Омской области размещается на территории 32 административных районов области. Все земли лесного фонда включены в состав 19 лесничеств.
Площадь земель лесного фонда составляет 5,9 млн га, или 42 % от общей площади Омской области. Покрытые лесом земли занимают 4,5 млн га с общим запасом лесных насаждений 640 млн м³.
В южных районах области лесистость составляет от 0,3 % до 5,5 %, отсюда их основная функция — защитная. Эксплуатационные леса расположены преимущественно в северных районах, где лесистость достигает 61-67 % и сосредоточено более 90 % запаса спелой древесины. На долю хвойных насаждений приходится 24,2 % (1102,1 тыс. га), объём мягколиственных насаждений 75,7 % (3453,4 тыс. га).

### Почвы
В пределах области чётко проявляется широтно-горизонтальная ландшафтно-биоклиматическая зональность: степь — южная и северная лесостепь — южная тайга. Распределение осадков происходит неравномерно: на севере — 400—500 мм, на крайнем юге области — менее 300 мм.
Таёжно-лесная зона имеет наиболее ограниченную площадь сельскохозяйственных угодий — около 600 тыс. га. Эта зона наиболее понижена и заболочена, длительно переувлажнена, грунтовые воды залегают на глубине 1-3 метра. Основной земельный фонд представлен подзолистыми, болотными и луговыми почвами, которые, как правило, кислые, маломощные, с низким запасом гумуса (до 3 %), азота и фосфора.
Лесостепная зона занимает наибольшую часть территории области (51 %). В почвенном покрове зоны преобладают лугово-чернозёмные, чернозёмно-луговые и луговые почвы, а также комплексы солонцов. Среднее содержание гумуса — 4-5 %. Для сельскохозяйственных нужд в зоне освоено 3 млн. 744 тыс. га земель, в том числе под пашню 56 %.
Степная зона занимает всего 8,6 % территории области, но она наиболее освоена в сельскохозяйственном отношении и распахана. Распашка земли в отдельных хозяйствах достигает 95 %. В земельном фонде степной зоны преобладают чернозёмы обыкновенные и южные, нередко карбонатные и солонцовые. Количество гумуса — от 4 до 9 %.
Практически 87 % пахотных земель области нуждаются в дополнительном внесении фосфоросодержащих удобрений. Почвы северной зоны почти на 87 % бедны калием. Ежегодные потери гумуса в результате земледелия составляют 0,4 т/га. На сегодняшний день произошло снижение валовых запасов гумуса в пахотных почвах до 10-15 % от первоначальных (от начала освоения земель), особенно на юге области. В области требует восстановления 17 % от всех сельскохозяйственных земель, особенно в степной и южной лесостепной зонах.
На основе научных исследований в 1986—1990 гг. объёмы внесения навоза возросли до 2 т/га и 40 кг/га минеральных удобрений. Большое внимание уделялось химической мелиорации: — известкованию кислых почв, гипсованию почв солонцового комплекса. Был достигнут положительный баланс по фосфору, который является одним из основных элементов питания, ограничивающих урожай сельскохозяйственных культур. Работы по известкованию прекратились с 1994 года, а гипсованию с 1996 года. Внесение минеральных удобрений в последнее десятилетие сократилось почти в 40 раз, а органических в 5 раз.
При этом Тарский район области имеет богатые залежи торфа, ценнейший по составу сапропель, болотные мергели и фосфаты.

## Население
Численность населения области по данным Росстата составляет 1 805 806 чел▼. (2025). Плотность населения — 12,79 чел./км2 (2025). Городское население — 
75,39 % (2022).

### Национальный состав
Данные на 2010 год (представлены народы численностью свыше 1 тыс. чел.(в процентах от общего числа указавших национальность)):
- Русские — 1 648 097 (85,8 %)
- Казахи — 78 303 (4,1 %)
- Украинцы — 51 841 (2,7 %)
- Российские немцы — 50 055 (2,6 %)
- Татары — 41 870 (2,2 %)
- Белорусы — 6051
- Армяне — 7300
- прочие — 36 630
- Лица, не указавшие национальность — 57 518

| Район            | Русские       | Русские | Казахи        | Казахи | Украинцы      | Украинцы | Немцы         | Немцы | Татары        | Татары |
| Район            | числен- ность | %       | числен- ность | %      | числен- ность | %        | числен- ность | %     | числен- ность | %      |
| ---------------- | ------------- | ------- | ------------- | ------ | ------------- | -------- | ------------- | ----- | ------------- | ------ |
| город Омск       | 980299        | 84,94   | 36980         | 3,20   | 21836         | 1,89     | 14470         | 1,25  | 20425         | 1,77   |
| Азовский ННР     | 13993         | 61,04   | 1803          | 7,86   | 1159          | 5,06     | 4512          | 19,68 | 303           | 1,32   |
| Большереченский  | 23786         | 83,50   | 426           | 1,50   | 140           | 0,49     | 319           | 1,12  | 3034          | 10,65  |
| Большеуковский   | 7713          | 94,36   | 8             | 0,10   | 43            | 0,53     | 109           | 1,33  | 23            | 0,28   |
| Горьковский      | 18544         | 89,12   | 672           | 3,23   | 274           | 1,32     | 554           | 2,66  | 171           | 0,82   |
| Знаменский       | 11258         | 90,59   | 10            | 0,08   | 64            | 0,52     | 119           | 0,96  | 773           | 6,22   |
| Исилькульский    | 34427         | 79,28   | 3679          | 8,47   | 898           | 2,07     | 3035          | 6,99  | 219           | 0,50   |
| Калачинский      | 37478         | 89,76   | 340           | 0,81   | 910           | 2,18     | 1066          | 2,55  | 295           | 0,71   |
| Колосовский      | 11492         | 89,76   | 116           | 0,91   | 79            | 0,62     | 100           | 0,78  | 774           | 6,05   |
| Кормиловский     | 21793         | 88,14   | 639           | 2,58   | 426           | 1,72     | 679           | 2,75  | 214           | 0,87   |
| Крутинский       | 15807         | 90,80   | 509           | 2,92   | 127           | 0,73     | 231           | 1,33  | 60            | 0,34   |
| Любинский        | 31630         | 83,82   | 1044          | 2,77   | 713           | 1,89     | 2496          | 6,61  | 218           | 0,58   |
| Марьяновский     | 21184         | 76,77   | 1924          | 6,97   | 888           | 3,22     | 2321          | 8,41  | 397           | 1,44   |
| Москаленский     | 21170         | 73,08   | 3335          | 11,51  | 892           | 3,08     | 2447          | 8,45  | 362           | 1,25   |
| Муромцевский     | 21940         | 92,20   | 81            | 0,34   | 184           | 0,77     | 251           | 1,05  | 907           | 3,81   |
| Называевский     | 20021         | 83,47   | 2610          | 10,88  | 146           | 0,61     | 599           | 2,50  | 91            | 0,38   |
| Нижнеомский      | 14574         | 92,09   | 156           | 0,99   | 206           | 1,30     | 348           | 2,20  | 86            | 0,54   |
| Нововаршавский   | 16705         | 68,32   | 4078          | 16,68  | 1281          | 5,24     | 1065          | 4,36  | 546           | 2,23   |
| Одесский         | 11039         | 63,36   | 858           | 4,92   | 3726          | 21,39    | 1107          | 6,35  | 83            | 0,48   |
| Оконешниковский  | 12778         | 86,39   | 722           | 4,88   | 240           | 1,62     | 259           | 1,75  | 143           | 0,97   |
| Омский           | 81707         | 86,84   | 2202          | 2,34   | 2086          | 2,22     | 3351          | 3,56  | 1015          | 1,08   |
| Павлоградский    | 10465         | 52,24   | 3326          | 16,60  | 4935          | 24,63    | 710           | 3,54  | 90            | 0,45   |
| Полтавский       | 15286         | 70,21   | 261           | 1,20   | 3619          | 16,62    | 1656          | 7,61  | 69            | 0,32   |
| Русско-Полянский | 12217         | 63,19   | 2756          | 14,26  | 2115          | 10,94    | 1328          | 6,87  | 144           | 0,74   |
| Саргатский       | 17757         | 88,72   | 340           | 1,70   | 296           | 1,48     | 772           | 3,86  | 211           | 1,05   |
| Седельниковский  | 10151         | 92,76   | 10            | 0,09   | 57            | 0,52     | 104           | 0,95  | 299           | 2,73   |
| Таврический      | 27402         | 75,16   | 3606          | 9,89   | 2212          | 6,07     | 1605          | 4,40  | 281           | 0,77   |
| Тарский          | 40482         | 86,78   | 46            | 0,10   | 273           | 0,59     | 590           | 1,26  | 3613          | 7,74   |
| Тевризский       | 11593         | 74,87   | 31            | 0,20   | 94            | 0,61     | 97            | 0,63  | 3319          | 21,43  |
| Тюкалинский      | 24089         | 92,27   | 719           | 2,75   | 165           | 0,63     | 338           | 1,29  | 91            | 0,35   |
| Усть-Ишимский    | 9674          | 71,77   | 13            | 0,10   | 92            | 0,68     | 107           | 0,79  | 3269          | 24,25  |
| Черлакский       | 25685         | 84,65   | 1393          | 4,59   | 789           | 2,60     | 1411          | 4,65  | 172           | 0,57   |
| Шербакульский    | 13958         | 65,40   | 3610          | 16,92  | 876           | 4,10     | 1899          | 8,90  | 173           | 0,81   |
| Омская область   | 1648097       | 83,34   | 78303         | 3,96   | 51841         | 2,62     | 50055         | 2,53  | 41870         | 2,12   |

### Населённые пункты
В Омской области 6 городов, 21 посёлок и 1476 сельских населённых пунктов.
Населённые пункты с численностью населения более 6 тысяч человек
| Омск        | ↘1 101 367 |
| Тара        | ↘26 874    |
| Калачинск   | ↘20 825    |
| Исилькуль   | ↘20 050    |
| Таврическое | ↘11 712    |
| Называевск  | ↘10 236    |
| Черлак      | ↘10 024    |
| Большеречье | ↘9723      |

| Любинский  | ↘10 845 |
| Тюкалинск  | ↘9732   |
| Муромцево  | ↘9163   |
| Кормиловка | ↘9088   |
| Москаленки | ↗8974   |
| Лузино     | ↘7973   |
| Марьяновка | ↘8570   |
| Саргатское | ↘7535   |

| Павлоградка    | ↘7188 |
| Тевриз         | ↘6678 |
| Крутинка       | ↘6647 |
| Полтавка       | ↘6290 |
| Шербакуль      | ↘6454 |
| Русская Поляна | ↘6042 |
| Одесское       | ↘6040 |
| Нововаршавка   | ↘5816 |

## Органы государственной власти
Законодательная власть представлена Законодательным собранием Омской области, которое состоит из 44 депутатов. Последние выборы состоялись 18 сентября 2016 года. Срок полномочий Законодательного собрания — 5 лет.
В советское время главой исполнительной власти области был председатель Омского областного исполнительного комитета:
1. Кондратьев, Сергей Сергеевич (1934—1937)
2. Евстигнеев, Сергей Иосифович (1937—1943)
3. Токарев, Даниил Михайлович (1943—1945)
4. Кузик, Леонид Иванович (1945—1951)
5. Стёпкин, Василий Фёдорович (1951—1953)
6. Демиденко, Михаил Ефремович (1953—1957)
7. Ладейщиков, Сергей Васильевич (1957—1962)
8. Григорьев, Пётр Михайлович (1962—1963)
9. Хелмицкий, Николай Аркадьевич (1963—1968)
10. Голиков, Константин Николаевич (1969—1973)
11. Блохин, Анатолий Прокопьевич (1973—1982)
12. Похитайло, Евгений Дмитриевич (1982—1987)
13. Леонтьев, Анатолий Павлович (1987—1989)
14. Полежаев, Леонид Константинович (1989—1991)

После распада СССР последний из председателей, Леонид Полежаев, стал губернатором Омской области. Он вступил в должность 11 ноября 1991 года и сохранял свой пост в 1996, 1999, 2003 и 2007 годах и покинул его только в мае 2012 года. 9 апреля 2012 года Законодательным собранием Омской области в должности губернатора утверждён Виктор Назаров, генеральный директор ЗАО «Газпром-Межрегионгаз-Омск». Решение принято почти абсолютным большинством голосов (43 голоса «за», 1 голос «против», всего 44 депутата). Инаугурация нового губернатора прошла 30 мая 2012 года. Назаров был переизбран в 2015 году и ушёл в отставку в 2017. С октября 2017 года временно исполняющим обязанности губернатора является Александр Бурков. 10 сентября 2018 года на выборах губернатора Омской области Александр Бурков набрал 82,56 % голосов избирателей. За него отдали свой голос 550232 жителя Омской области при явке в 44 %.
Основной закон субъекта — Устав (Основной Закон) Омской области. Принят Постановлением Законодательного Собрания Омской области от 26.12.1995 № 193.

## Административное деление

### История районов
Постановлением ВЦИК от 7 декабря 1934 года была образована Омская область, в которую вошли:
- часть Западно-Сибирского края — Тарский округ (Большеуковский, Знаменский, Колосовский, Муромцевский, Седельниковский, Тевризский, Усть-Ишимский районы), Омский, Исилькульский, Называевский, Крутинский, Тюкалинский, Большереченский, Иконниковский, Любинский, Шербакульский, Павлоградский, Черлакский, Калачинский районы;
- Обско-Иртышская область — Вагайский, Нижнетавдинский, Тавдинский, Тобольский, Тюменский, Уватский, Ярковский районы, Остяко-Вогульский национальный округ, Ямало-Ненецкий национальный округ;
- часть Челябинской области — Аромашевский, Бердюжский, Викуловский, Голышмановский, Исетский, Ишимский, Казанский, Маслянский, Омутинский, Упоровский, Ялуторовский районы.

В 1935 году были образованы новые районы: Абатский, Азовский, Армизонский, Велижанский, Дубровинский, Изылбашевский, Кормиловский, Марьяновский, Москаленский, Новозаимский, Одесский, Оконешниковский, Омский, Полтавский, Русско-Полянский, Саргатский, Сорокинский, Таврический, Тарский, Юргинский. Омский район был упразднён. В тот же год в составе области были образованы 2 округа: Тобольский (туда вошли Вагайский, Дубровинский, Тобольский, Уватский и Ярковский районы)
и Тарский (Большеуковский, Знаменский, Колосовский, Седельниковский, Тарский, Тевризский, Усть-Ишимский).
В 1936 году Иконниковский район был переименован в Горьковский. Через год были образованы 3 новых района: Кагановический, Ежовский (в Тарском округе) и Байкаловский (в Тобольском округе). Одновременно Изылбашский район переименовали в Молотовский.
В 1938 году был образован Тюменский район, а ещё через год Ежовский район переименован в Дзержинский.
В 1940 году были образованы Васисский, Дробышевский, Нижнеомский, Солдатский и Ульяновский районы. Тарский округ был упразднён, а его районы подчинены непосредственно области. В том же году Остяко-Вогульский НО был переименован в Ханты-Мансийский.
В 1943 году в новую Курганскую область отошли Армизонский, Бердюжский, Исетский и Упоровский районы.
В 1944 году в новую Тюменскую область отошли Ханты-Мансийский и Ямало-Ненецкий национальные округа, Тобольский округ и Абатский, Аромашевский, Велижановский, Викуловский, Голышмановский, Ишимский, Казанский, Маслянский, Нижнетавдинский, Новозаимский, Омутинский, Сорокинский, Тюменский, Юргинский и Ялуторовский районы.
В 1953 году были упразднены Дзержинский, Кагановический и Солдатский районы.
В 1957 году Молотовский район переименовали в Иртышский, а в 1962 Ульяновский — в Омский.
В 1963 году были упразднены Азовский, Большеуковский, Васисский, Дробышевский, Иртышский, Колосовский, Кормиловский, Крутинский, Марьяновский, Нижнеомский, Одесский, Оконешниковский, Полтавский, Саргатский, Седельниковский, Усть-Ишимский и Шербакульский районы, но уже в 1964 Крутинский, Нововаршавский, Седельниковский и Шербакульский районы были вновь созданы.
В 1965 году были восстановлены Большеуковский, Колосовский, Одесский, Оконешниковский, Полтавский, Саргатский, Усть-Ишимский, Кормиловский, Марьяновский, Нижнеомский районы.
В 1992 году был образован Азовский немецкий национальный район.

### Современное состояние

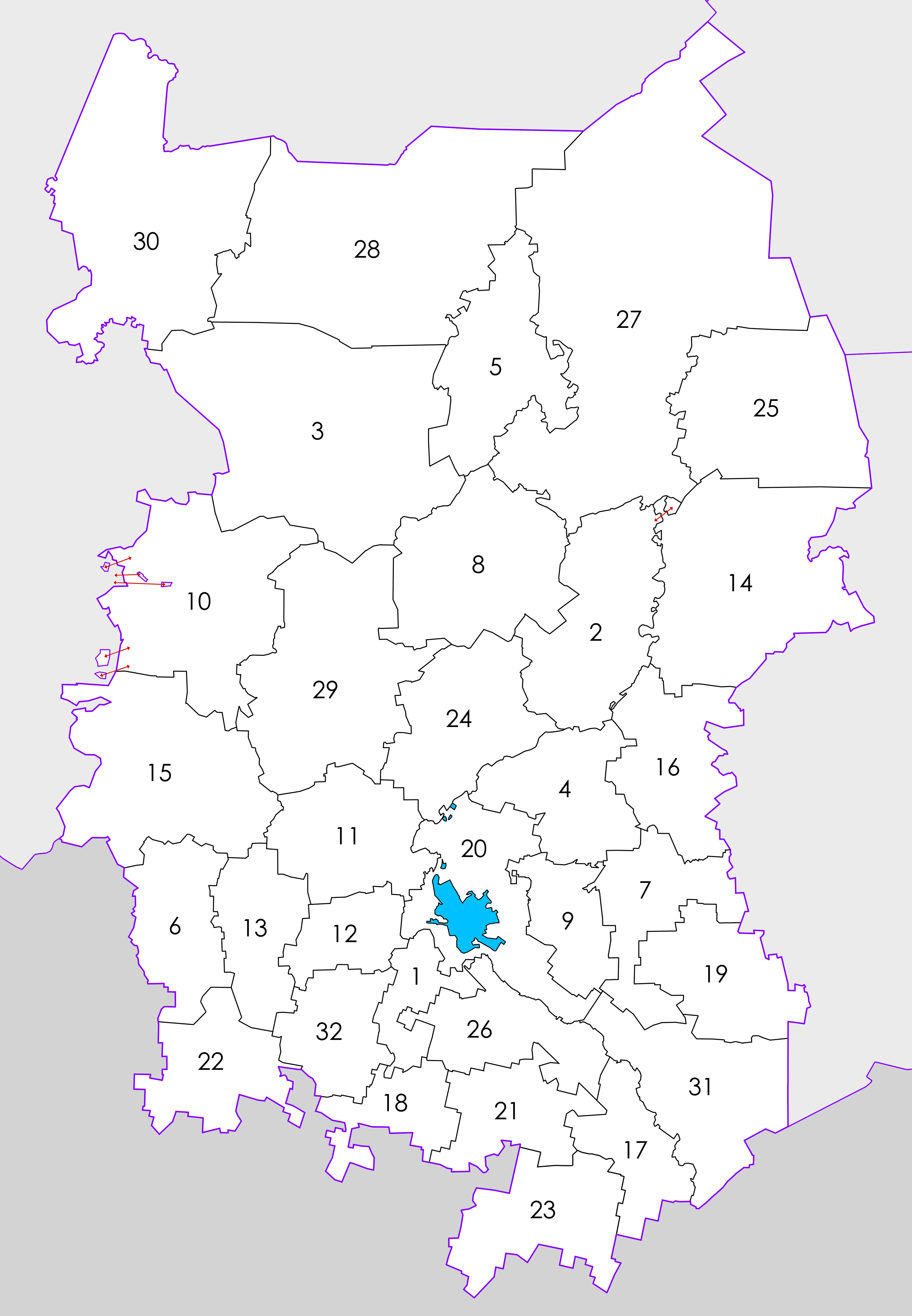
Карта административно-территориального деления Омской области

1. Азовский немецкий национальный район
2. Большереченский район
3. Большеуковский район
4. Горьковский район
5. Знаменский район
6. Исилькульский район
7. Калачинский район
8. Колосовский район
9. Кормиловский район
10. Крутинский район
11. Любинский район
12. Марьяновский район
13. Москаленский район
14. Муромцевский район
15. Называевский район
16. Нижнеомский район
17. Нововаршавский район
18. Одесский район
19. Оконешниковский район
20. Омский район
21. Павлоградский район
22. Полтавский район
23. Русско-Полянский район
24. Саргатский район
25. Седельниковский район
26. Таврический район
27. Тарский район
28. Тевризский район
29. Тюкалинский район
30. Усть-Ишимский район
31. Черлакский район
32. Шербакульский район

## Экономика

Динамика ВРП Омской области и ВВП России в 1996—2008 годах, в процентах от уровней 1996 года

Основные производство, строительство и торговля в Омской области осуществляются в Омске. Промышленные отрасли представлены военным, аэрокосмическим и сельскохозяйственным машиностроением, нефтехимической, лёгкой и пищевой промышленностью; производятся также строительные материалы. Крупных объектов энергетики нет.
Основными отраслями сельского хозяйства области являются растениеводство, молочно-мясное животноводство, свиноводство и птицеводство. В области выращивают зерновые культуры (пшеница, рожь, овёс, ячмень), картофель, овощи, подсолнечник и другие культуры.
В 1970-х годах Омская область была одним из наиболее экономически развитых регионов Сибири. По мнению журналиста «Новой газеты» Бородянского, на 2011 год Омская область сильно сдала позиции по численности населения, уровню доходов и величине бюджета и находится на последних местах среди сибирских регионов. Бородянский полагает, что за 20 лет правления губернатора Л. К. Полежаева развитый регион стал «одним из самых трудных для выживания».
Олег Шишов, основатель НПО «Мостовик», крупнейшего налогоплательщика и работодателя области, считает, что реальный сектор экономики как Омской области, так и России в целом, находится в плохом состоянии. Причины этого он видит в малой самостоятельности субъектов федерации и недостаточной комплексной работы, в том числе в сфере образования, в результате чего многие специалисты из Омска уезжают в соседние города — Новосибирск и Тюмень.
Однако, по мнению Шишова, на февраль 2016 года Омская область обладает всем необходимым, чтобы за семь лет удвоить ВВП. Для этого необходимо проделать большую работу, которая сделает регион благополучным. Она требует создания научно-промышленных кластеров, региональных свободных экономических зон, условий для безопасного ведения бизнеса, установки сотрудничества на межрегиональном и межгосударственном уровне, целевой подготовки кадров и многого другого. Другим направлением деятельности должна стать активная работа с федеральными органами власти, участие региона во всех полезных для него федеральных целевых программах. Третье сложное, но важное направление — улучшение устройства бюджета и межбюджетных отношений, из-за которых сейчас власть на местах неинициативна и вынуждена просить финансирование у вышестоящих органов власти. Четвёртое — поддержка и развитие образования, которое находится в очень плохом положении, а пятое — жёсткая и системная борьба с коррупцией.
Председатель Омского научного центра Сибирского отделения Российской академии наук Валерий Карпов считает, что экономика Омской области всегда имела умеренное развитие. В условиях недостатка финансов в 2016 году военно-промышленный комплекс испытывает подъём. Показатели области — отнюдь не самые низкие среди аналогичных в других областях, и соседние Новосибирская и Курганская области не обладают вдвое лучшими качествами, как об этом думают омичи.
Развитие Омской области декларируется как кластерное, которое возможно при грамотной организации, учёте интересов всех участников кластера и достижении экономического компромисса со всеми заинтересованными, от простых жителей до высших чиновников и собственников предприятий. Карпов также считает, что у области нет предпосылок для резкого подъёма, и она может добиться больших успехов при комплексном развитии Сибири, а не сама по себе. Её главным активом он называет землю, отмечая также нефтехимическое производство и машиностроение.
| Год  | Годовой бюджет области | Годовой бюджет области | Региональный валовой продукт | Региональный валовой продукт | Средний доход населения | Средний доход населения       |
| Год  | Доходы, млрд. руб.     | Расходы, млрд. руб.    | Объём                        | Рейтинг                      | Размер, руб./мес.       | Рейтинг                       |
| ---- | ---------------------- | ---------------------- | ---------------------------- | ---------------------------- | ----------------------- | ----------------------------- |
| 1995 | н/д                    | н/д                    | н/д                          | 6-е место среди регионов СФО | н/д                     | н/д                           |
| 2005 | н/д                    | н/д                    | н/д                          | н/д                          | 7 тыс.                  | н/д                           |
| 2006 | н/д                    | н/д                    | н/д                          | н/д                          | 9 тыс.                  | н/д                           |
| 2007 | н/д                    | н/д                    | н/д                          | н/д                          | 11,45 тыс.              | н/д                           |
| 2008 | н/д                    | н/д                    | н/д                          | н/д                          | 13,8 тыс.               | н/д                           |
| 2009 | н/д                    | н/д                    | н/д                          | н/д                          | 14 тыс.                 | 10-е место среди регионов СФО |
| 2010 | 44,575                 | 45,771                 | н/д                          | н/д                          | 15,2 тыс.               | н/д                           |
| 2011 | 53,014                 | 56,497                 | н/д                          | н/д                          | 17,3 тыс. 16,8 тыс.     | н/д                           |
| 2012 | 62,739                 | 66,578                 | н/д                          | н/д                          | 19,5 тыс.               | н/д                           |
| 2013 | 65,62                  | 74,573                 | н/д                          | н/д                          | 21,4 тыс.               | н/д                           |
| 2014 | 69,883                 | 74,988                 | н/д                          | н/д                          | 24 тыс.                 | н/д                           |
| 2015 | 66,552                 | 71,03                  | н/д                          | н/д                          | н/д                     | н/д                           |
| 2016 | 70,5                   | 75,5                   | н/д                          | н/д                          | н/д                     | н/д                           |
| 2017 | 74,45                  | 75,2                   | н/д                          | н/д                          | н/д                     | н/д                           |
| 2018 | 87,8                   | 85,4                   | н/д                          | н/д                          | н/д                     | н/д                           |
| 2019 | 89,74                  | 93,3                   | н/д                          | н/д                          | н/д                     | н/д                           |

С 2008 по 2015 год в области ввели в эксплуатацию 6,36 млн м² жилья, из которых 2,57 млн было построено индивидуальными застройщиками. Наибольшее количество (1,01 млн м²) возвели в докризисном 2008 году, наименьшее (605,2 тыс. м²) — в 2009-м.
Жителей области сотовой связью обеспечивают 5 компании: Билайн, МТС, МегаФон, Теле2, Йота. В пригородных поездах по всем направлениям имеется беспроводной доступ в Интернет по технологии Wi-fi.

### Сельское хозяйство
Сельское население на 01.01.2020 составляет 521.782 человек, около 27 % населения Омской области.
Выращивают зерновые, а также кормовые и технические культуры; картофель и овощи. Есть молочно-мясное скотоводство, птицеводство и свиноводство. Развиты пчеловодство, звероводство и пушной промысел.
В 2020 году аграрии Омской области произвели продукции на сумму 100,5 млрд рублей. Среди сибирских регионов Омская область занимает второе место.
Из общего объёма аграрной продукции 56,2 млрд рублей приходилось на растениеводство, 44,3 млрд рублей — на животноводство.
Доля сельскохозяйственных организаций 48,6 % произведённой продукции, крестьянские (фермерские) хозяйства 25,1 % и хозяйства населения 26,3 % .
При этом на сельхозпредприятиях растениеводство и животноводство развиты поровну — 49,6 % и 50,4 %. А для крестьянских (фермерских) хозяйств и индивидуальных предпринимателей приоритетным являлось растениеводство — 91,5 % от общего объёма продукции. Хозяйства населения, наоборот, отдают предпочтение животноводству — 66,3 %.
Почвы
Барабинская степь находящаяся в пределах Новосибирской и Омской областей — важнейший район молочного животноводства, маслоделия и земледелия всей Западной Сибири. До 1917 — район знаменит своим маслоделием. Однако, сейчас большие площади земель распаханы, урожайность редко превышает 20 ц/га; ведутся мелиоративные работы по осушению болот и улучшению луговых угодий.
Практически 87 % пахотных земель области нуждаются в дополнительном внесении фосфоросодержащих удобрений. Почвы северной зоны почти на 87 % бедны калием. На сегодняшний день произошло снижение валовых запасов гумуса в пахотных почвах до 10-15 % от первоначальных (от начала освоения земель), особенно на юге области. В области требует восстановления 17 % от всех сельскохозяйственных земель, особенно в степной и южной лесостепной зонах.

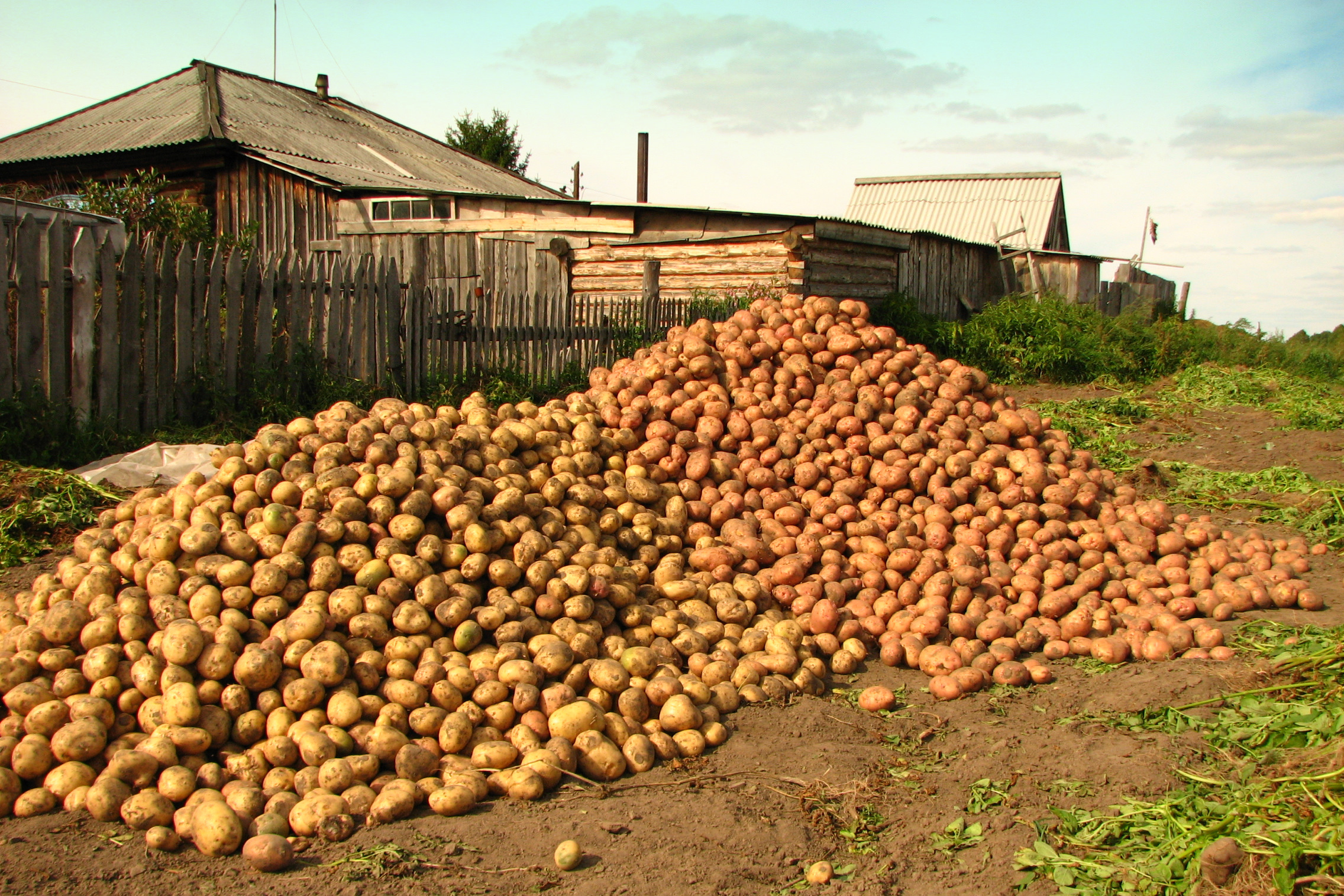
Урожай картофеля в селе Бутаково, Омская область

На основе научных исследований в 1986—1990 гг. объёмы внесения навоза возросли до 2 т/га и 40 кг/га минеральных удобрений. Большое внимание уделялось химической мелиорации: — известкованию кислых почв, гипсованию почв солонцового комплекса. Был достигнут положительный баланс по фосфору, который является одним из основных элементов питания, ограничивающих урожай сельскохозяйственных культур. Работы по известкованию прекратились с 1994 года, а гипсованию с 1996 года. Внесение минеральных удобрений в последнее десятилетие сократилось почти в 40 раз, а органических в 5 раз.
При этом Тарский район области имеет богатые залежи торфа, ценнейший по составу сапропель, болотные мергели и фосфаты.
Животноводство
Поголовье крупного рогатого скота в хозяйствах всех категорий (из них сельскохозяйственные организации) на конец января 2021 года составляет 351,3 (172,9) тыс. голов, из них коров 149,8 (68,8) тыс. голов, свиней 361,8 (249,7) тыс. голов, овцы и козы 220,9 (2,6) тыс. голов, птица 5610,3 (4417,2) тыс. голов.
В регионе сокращается производство мяса и яиц, все меньше коров, кур, свиней, овец и коз. Тенденции для отрасли неутешительные. Производство молока при этом увеличилось на 4,5 % за счёт роста продуктивности коров молочного стада (на 5 %) в сельскохозяйственных организациях.
Производство молока за 2020 год составило 618 тыс. тонн, 19 место среди регионов России (+1,4 %) В 2019 году каждая корова в регионе даёт 3 945 кг молока. Лидерами по надою молока на одну корову являются Большереченский, Омский, Черлакский и Крутинский районы Омской области. Одна корова в среднем здесь даёт более 5 тыс. кг молока.
В 2021 году по сравнению с 2020 годом производство скота и птицы на убой в хозяйствах всех категорий сократилось на 6,6 процента, молока — на 1,5 процента, яиц — на 11,4 процента.
При этом надой молока на одну корову в сельскохозяйственных организациях (без субъектов малого предпринимательства) составил 5532 килограмма (в 2020 году — 5443 кг), средняя яйценоскость одной курицы-несушки — 295 штук яиц (в 2020 году — 280 шт. яиц).
Растениеводство
В 2022 году собрали 3 млн тонн зерновых и зернобобовых культур, 360 тыс. тонн масличных культур, 420 тыс. тонн картофеля и 140 тыс. тонн овощей. Почвенная засуха и суховей в 15 южных районах региона, где собирается большая часть урожая зерновых, привели к снижению урожая зерновых на 600 тыс. тонн. В 2022 г. засеяли более 2,7 млн га (+40 тыс. га): зерновых и зернобобовых культур 1,9 млн га, масличных — 469,5 тыс. га, овощей — 5,1 тыс. га, картофеля — 20,9 тыс. га. Традиционно урожайность зерновых в Омской области составляет 35-36 ц/га. В 2022 от суховея пострадало 100 тыс. га, от засухи 260 тыс. га, урожайность озимой ржи составила 14,2 ц/га, озимой пшеницы — 19,6 ц/га.
Омская область лидирует в России по урожайности гречихи — 13,1 ц/га, при средней по России 10,0 ц/га. По валовому сбору и посевным площадям льна-долгунца Омская область лидирует в России, показывая урожайность в ТОП-5 регионов. В 2021 году собрано 5,7 тысяч тонн льна-долгунца из общего валового сбора по всей России 25,5 тысяч тонн, при урожайности 9,4 ц/га.
В Омской области в 2017 урожайность гречихи сорта «Пегас» составила 38,2 ц/га, сорта «Даша» 37,5 ц/га.
17.02.2022 В Омском аграрном научном центре создан новый сорт яровой пшеницы «Сигма 5». Урожайность она даёт практически вдвое выше стандарта: 60 центнеров с гектара вместо 30. Сорт адаптирован к суровому сибирскому климату. Урожайность «Сигма 5»: средняя — 55,9, максимальная — 67,8 ц/га. Рекомендуется для государственного сортоиспытания в Уральском, Западно-Сибирском и Восточно-Сибирском регионах России.
| тыс. гектар | 4384 | 3745 | 3463,2 | 2964,8 | 2911,8 | 2797,5 | 3029,4 | 3007,5 | 3004,6 |

### Транспорт

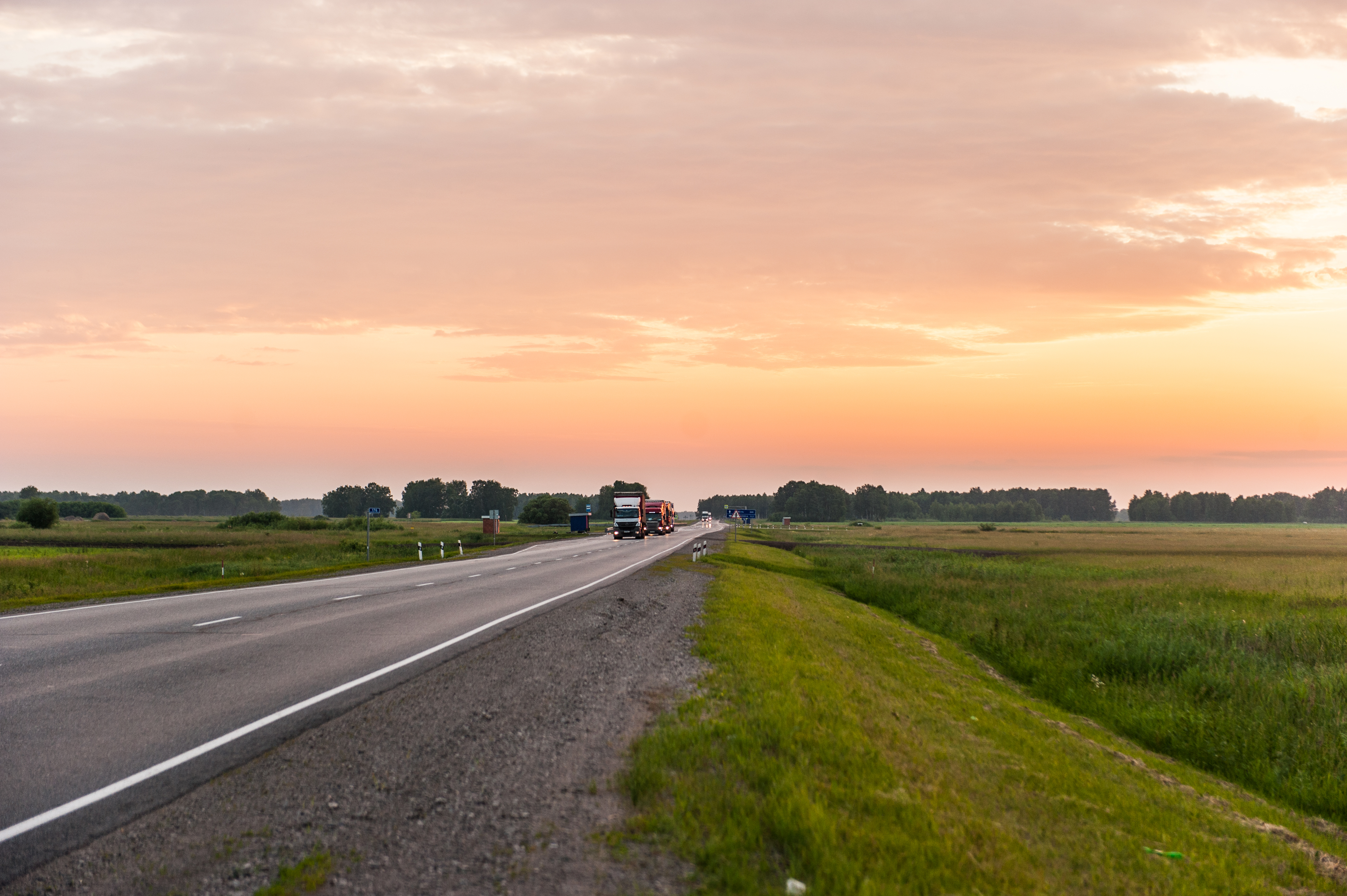
Трасса в Омской области

Важнейшей транспортной магистралью является Транссибирская магистраль, которая соединяется со Средне-Сибирской железной дорогой.
По территории Омской области проходят автомагистрали:
- Р254 «Иртыш» (бывшая М51) (часть европейского маршрута E 30 и азиатского маршрута AH6),
- М38 (часть европейского маршрута E 127 и азиатского маршрута AH60),
- Р402.

Город Омск является крупным транспортным узлом — в нём находится аэропорт международного значения. Есть автобусное сообщение с населёнными пунктами области, производящееся с городского автовокзала.

## Общество
По состоянию на 18 января 2019 года в ведомственном реестре зарегистрированных некоммерческих организаций Управления Министерства юстиции Российской Федерации по Омской области содержатся сведения о 2537 некоммерческих организациях, в том числе 1332 общественных объединений (национальных объединений — 60, региональных отделений политических партий — 46, профессиональных союзов — 328, детских и молодёжных общественных объединений — 55), 308 — религиозных организаций, 30 — казачьих обществ, 20 — общественных объединений казаков. Например, в Омской области работают региональные отделения политических партий «Единая Россия», Справедливая Россия, КПРФ и другие

## Культура
По количеству музеев Омская область занимает третье место в Сибири после Красноярского края и Иркутской области. Их здесь более сорока (по другим оценкам — более 100 музеев, из которых 7 государственных и 33 муниципальных). Музейный фонд составляет более 550 тысяч единиц хранения.
Самый первый музей был образован в 1878 году как музей Западно-Сибирского отдела Императорского Русского географического общества — сегодня это Омский государственный историко-краеведческий музей. Другие музеи стали образовываться в областном центре и районах в советское время; пик возникновения музеев пришёлся на конец 1980-х — 1990-е годы, когда была разработана программа музеефикации Омской области. Почти в каждом муниципальном районе имеется хотя бы по одному музею. Крупнейшим в Сибири является Омский областной музей изобразительных искусств имени М. А. Врубеля, на базе которого планируется открытие Центра «Эрмитаж-Сибирь». В 2013 году в Большереченском районе на базе объединения трёх учреждений создан Омский государственный историко-культурный музей-заповедник «Старина Сибирская». Действуют Большереченская (в составе музея-заповедника «Старина Сибирская»), Таврическая, Тарская, Марьяновская и Шербакульская картинные галереи. Год от года выставочная активность музеев растёт (например, в 2008 году было проведено 1308 выставок, а в 2010-м — 1529). В целом положение музеев в Омской области хорошее, учитывая поддержку региональной власти в том числе в научно-исследовательской, образовательной и просветительской сферах.

### Юбилей региона
В 2022 году было отпраздновано 200-летие региона. К юбилею был подготовлен просветительский интернет-проект «Омск — в самое сердце», созданный лабораторией «Гигарама» при участии регионального правительства и «Газпром нефти». Он включает 12 видеоисторий, рассказанных омичами, в числе которых губернатор Александр Бурков. Эти истории посвящены промышленности Омска, его архитектуре, высоким технологиям, культурным и спортивным достижениям. По словам создателей, «лаборатория „Гигарама“ узнала всё об Омске от его жителей, увидела город со всех ракурсов, почувствовала его ритм, ощутила его вкус, вдохнула его воздух».

## Наука и образование
В 2016 году в Омской области действовало 17 высших учебных заведений (из них 9 являются государственными, в том числе ОмГУ им. Достоевского, ОмГТУ, ОмГАУ) и около десяти филиалов. Все вузы Омской области расположены в Омске, два филиала вузов открыты в Таре.

## Средства массовой информации
Телевидение
В октябре 1958 года вышла в эфир первая телепрограмма, подготовленная на Омском радиотелецентре. Здание телецентра и телевышка высотой 196 метров были построены на территории сельскохозяйственного института, на самой высокой точке в Омске. В 1967 была построена радиорелейная линия Курган-Петропавловск-Омск, по которой в Омск стала поступать телевизионная «картинка» из Москвы. Первой программой, которую увидели омичи, стали праздничная демонстрация и военный парад, посвящённые 50-летию Великой Октябрьской революции. В 1990-е годы в Омске были созданы несколько телекомпаний, чаще всего зона вещания охватывала Омск и близлежащие районы области.
В июне 2019 года было прекращено вещание в аналоговом формате федеральных телеканалов. В зоне охвата цифрового эфирного телевещания проживают 99,82 % жителей области. Остальные жители 20 общедоступных телеканалов получают с помощью спутникового оборудования. До прихода «цифры» почти 67 % жителей региона могли принимать не более пяти телеканалов. Трансляцию цифрового телесигнала обеспечивают 48 телевышек, из низ 23 были построены для вещания цифрового телесигнала «с нуля».

| Вещание | Название                  | Дата запуска | Формат вещания          | Страны вещания | Регион вещания | RDS |
| ------- | ------------------------- | ------------ | ----------------------- | -------------- | -------------- | --- |
| 87,7    | Радио России / ГТРК Иртыш | 01.12.2015   | Разговорный             | Россия         | Омская область | -   |
| 88,1    | Радио Ваня                | 01.04.2020   | Поп-музыка              | Россия         | Омская область | +   |
| 88,6    | Радио Маяк                | 01.02.2016   | Разговорный             | Россия         | Омская область | -   |
| 89,1    | Радио ENERGY              | 08.04.2016   | Поп-музыка              | Россия         | Омская область | -   |
| 89,5    | Studio 21                 | 14.08.2018   | Хип-хоп / Рэп           | Россия         | Омская область | -   |
| 90,1    | Радио Книга ПЛАН          | в разработке | неизвестно              | Россия         | Омская область | -   |
| 90,5    | Радио Вера                | 22.01.2015   | Религиозный             | Россия         | Омская область | +   |
| 90,9    | Радио Мир                 | 24.06.2015   | Поп-музыка              | Россия         | Омская область | +   |
| 91,4    | Детское радио             | 22.02.2009   | Детское                 | Россия         | Омская область | -   |
| 100.6   | Наше радио                | 13.04.2016   | Поп/Рок музыка          | Россия         | Омская область | -   |
| 101,0   | Радио Дача                | 01.07.2009   | Поп-музыка              | Россия         | Омская область | -   |
| 101,5   | Юмор FM                   | 03.05.2012   | Поп-музыка              | Россия         | Омская область | -   |
| 101,9   | Европа Плюс               | 16.11.2000   | Поп-музыка              | Россия         | Омская область | +   |
| 102,5   | Русское радио             | 15.06.2008   | Поп/Национальная        | Россия         | Омская область | -   |
| 103,0   | Дорожное радио            | 09.01.2009   | Поп-музыка              | Россия         | Омская область | +   |
| 103,5   | Радио 3                   | 14.06.1999   | Музыкальный             | Россия         | Омская область | +   |
| 103,9   | Радио Сибирь              | 27.11.2004   | Поп-музыка              | Россия         | Омская область | +   |
| 104,4   | Радио Рекорд              | 01.10.2016   | Танцевальный/Клубный    | Россия         | Омская область | +   |
| 105,0   | Love Radio                | 28.03.2013   | Поп-музыка              | Россия         | Омская область | +   |
| 105,7   | Ретро FM                  | 01.06.2008   | Ретро                   | Россия         | Омская область | -   |
| 106,2   | Радио Монте-Карло         | 11.12.2019   | Инструментальная музыка | Россия         | Омская область | -   |
| 106,8   | Авторадио                 | 14.11.2001   | Поп-музыка              | Россия         | Омская область | +   |
| 107,3   | Новое радио               | 01.02.2016   | Поп-музыка              | Россия         | Омская область | +   |
| 107,8   | Вести FM                  | 01.12.2015   | Разговорный             | Россия         | Омская область | -   |

Интернет-радиостанции
| Вещание | Название           | Дата запуска | Формат вещания | Страны вещания | Регион вещания | RDS |
| ------- | ------------------ | ------------ | -------------- | -------------- | -------------- | --- |
| Онлайн  | Юнити FM           | 07.05.2020   | Поп-музыка     | Россия         | Омская область | -   |
| Онлайн  | QAZAQRESEI RADIOSI | 27.03.2019   | Национальная   | Россия         | Омская область | -   |

## Спорт
Омская область располагает спортивной инфраструктурой. По состоянию на 1 января 2019 года для населения Омской области работают 5150 физкультурно-оздоровительных и спортивных сооружений с единовременной пропускной способностью 136,6 тысяч человек. В их числе: 39 стадионов, 24 манежа, 170 лыжных баз, 136 сооружений для стрелковых видов спорта, 11 крытых спортивных объектов с искусственным льдом, 74 плавательных бассейна, 1206 спортивных залов, 2708 плоскостных сооружений.
В регионе действует единственный за Уралом государственный велотрек, отвечающий всем требованиям мирового уровня, а также Центр художественной гимнастики. Воспитанницы Центра подготовки олимпийского резерва по художественной гимнастике входят в число лидеров по завоеванию олимпийских медалей.
1 сентября 1945 года в Омске родился легендарный советский хоккеист, чемпион Олимпиады 1968 года, чемпион мира и Европы, Заслуженный мастер спорта СССР Виктор Николаевич Блинов, который свой путь в большой спорт начал в хоккейной команде «Спартак».
7 ноября 1950 года в Омске был основан хоккейный клуб «Авангард», который с 2008 года выступает в Континентальной хоккейной лиге.
В Омской области работают 77 региональных федераций по 79 видам спорта. На 2018—2022 годы 20 видов спорта для Омской области утверждены базовыми: 4 зимних, 14 летних, 1 паралимпийский и 1 сурдлимпийский. Регион занимает третье место в Сибирском федеральном округе по количеству завоёванных медалей на Олимпийских и Паралимпийских играх — 51 награда разного достоинства.
В области развит конный спорт. В Омске действует единственный в Сибири полноценный ипподром, имеется сильная школа тренинга лошадей. Сборная Омской области по конному спорту регулярно выступает во всероссийских соревнованиях, занимая, как правило, призовые места. Проходят областные соревнования «Королева спорта».
Особенностью области является сельский конный спорт, развивающийся в Исилькуле, посёлке Звонарёв Кут, в Марьяновском, Азовском, Любинском, Горьковском, Полтавском, Нижнеомском, Черлакском, Омском районах, а также и в самом Омске.
Основу системы физкультурно-спортивного движения Омской области составляют многоэтапные спартакиады среди различных категорий населения. Особое место среди спартакиад занимают ежегодные областные сельские спортивно-культурные праздники: летний «Королева спорта» и зимний «Праздник Севера». Также визитной карточкой региона является Сибирский международный марафон. Это официальное соревнование, включённое во Всероссийский и международный календари.
Олимпийские чемпионы в Омской области:
1. Дворный Иван, баскетбол (1972 год)
2. Комнатов Геннадий, велоспорт (1972 год)
3. Шелпаков Сергей, велоспорт (1980 год)
4. Барнашов Владимир, биатлон (1980 год)
5. Мухин Юрий, плавание (1992 год)
6. Тищенко Алексей, бокс (2004, 2008 годы)
7. Канаева Евгения, художественная гимнастика (2008, 2012 годы)
8. Алийчук Маргарита, художественная гимнастика (2008 год)
9. Дудкина Ксения, художественная гимнастика (2012 год)
10. Бирюкова Вера, художественная гимнастика (2016 год)